# Antonio Echevarría Domínguez
Antonio Echevarría Domínguez (Santiago Ixcuintla, Nayarit, 12 de marzo de 1944) es un político y empresario mexicano, gobernador del estado de Nayarit en el periodo 1999-2005 y cabeza de una importante corriente política en esa entidad federativa de México.
Nació en el municipio de Santiago Ixcuintla, Nayarit, el 12 de marzo de 1944 y está casado con Martha Elena García.
Sus estudios de educación básica los realizó en la ciudad de Tepic, Nayarit, trasladándose posteriormente a Guadalajara, Jalisco, para realizar sus estudios de educación media superior en el Colegio Internacional y la carrera de licenciado en Contaduría Pública y Auditoría en la Universidad de Guadalajara.
A finales de la década de los setenta, fundó el Grupo Empresarial Alica.
Entre sus actividades públicas más importantes se encuentran: Tesorero de la Universidad Autónoma de Nayarit; Secretario de Finanzas y Administración del Gobierno del Estado de Nayarit en dos ocasiones; Presidente Municipal suplente de Tepic; Secretario del Fondo de Fomento a las Actividades Económicas y Productivas del Estado de Nayarit; Secretario del Consejo de Administración de la Hacienda Pública de Nayarit en tres ocasiones y Secretario General de Gobierno de la entidad.
El 28 de enero de 1998 inicia un movimiento de consulta popular tras la cual renuncia a su militancia en el PRI y se consolida una coalición electoral denominada Alianza para el Cambio integrada por los partidos PAN, PRD, PT y PRS, que lo postula como candidato a gobernador. 
El 4 de julio de 1999, obtiene un histórico triunfo en las elecciones que termina con la hegemonía del PRI en Nayarit. Con un amplio respaldo popular a su administración gubernamental libera el transporte, multiplica la obra pública, moderniza el concepto de la asistencia social, da un impulso histórico a la educación y construye tres universidades tecnológicas.
Actualmente es presidente del Consejo de Administración del Grupo Empresarial Alica, concesionario en Nayarit de las marcas Coca-Cola, Volkswagen, Chrysler y Century 21 entre otras, además de diversas empresas locales.
En 2017, su hijo, Antonio Echevarría García fue  Gobernador electo siendo candidato de una coalición conformada por los mismos partidos que lo postularon a él en 1999.